# Friedrich Fuchs (Mediziner, 1840)
Friedrich Fuchs (* 10. Februar 1840 in Frechen bei Köln; † 4. Februar 1911 in Köln-Lindenthal) war ein deutscher Arzt.

## Werdegang
Er studierte Medizin in Heidelberg, Berlin, Greifswald, Göttingen, Bonn, Paris und Leipzig. 1864 promovierte er in Heidelberg zum Dr. phil. und 1867 zum Dr. med. in Bonn. 1876 wurde er Assistent am physikalischen Institut der Universität Straßburg und im Folgejahr Privatdozent. 1883 wurde er an der Universität Bonn außerordentlicher Professor für Iatrophysik, 1890 wurde er emeritiert. Ab 1891 war er Leiter der Nervenabteilung im Krankenhaus der Barmherzigen Brüder in Bonn. Ab 1891 gehörte er der Leopoldinisch-Carolinischen Deutschen Akademie der Naturwissenschaftler an.